# The Heartbreak Kid (1972)
The Heartbreak Kid is een Amerikaanse filmkomedie uit 1972 onder regie van Elaine May. De film werd genomineerd voor een Golden Globe voor beste scenario, terwijl Eddie Albert en Jeannie Berlin voor hun bijrollen allebei werden genomineerd voor zowel een Oscar als een Golden Globe. Het verhaal is gebaseerd op dat uit het korte verhaal A Change of Plan van Bruce Jay Friedman.
Er verscheen in 2007 een gelijknamige remake.

## Verhaal
Het pasgetrouwde New Yorkse stel Lenny en Lila is op huwelijksreis in Miami. Als ze daar drie dagen zijn, ontmoet Lenny de knappe blondine Kelly. Door die ontmoeting weet hij niet meer zeker of hij de juiste keuze heeft gemaakt door te trouwen met Lila. Hij komt tot de conclusie dat hij met Kelly wil trouwen, maar Kelly's rijke vader is daar helemaal niet mee opgezet. Wanneer Lila door een zonnebrand een tijdje aan haar kamer is gekluisterd, grijpt Lenny die kans aan om op pad te gaan met Kelly.

## Rolverdeling
| Acteur          | Personage      |
| --------------- | -------------- |
| Charles Grodin  | Lenny Cantrow  |
| Cybill Shepherd | Kelly Corcoran |
| Jeannie Berlin  | Lila Kolodny   |
| Audra Lindley   | Mrs. Corcoran  |
| Eddie Albert    | Mr. Corcoran   |
| Doris Roberts   | Mrs. Cantrow   |